# Franciszek Dąbrowski
Franciszek Dąbrowski, né le 17 avril 1904 à Budapest, mort le 24 avril 1962 à Cracovie est un officier de la marine polonaise qui participe à la défense de Westerplatte, du 1er au 7 septembre 1939. 

## Début de carrière militaire
Franciszek Dąbrowski, est le fils du général Romuald Dąbrowski (pl) et d'Elżbieta z Broulików. Issu de la noblesse (clan Jelita), il commence son service militaire en novembre 1918 à l'école des cadets à Cracovie. Dans les années 1921-1923 il étudie à l'école des cadets d'infanterie à Varsovie. Après avoir obtenu son diplôme, il est élevé au grade de sous-lieutenant le 1er juillet 1932. Il est affecté au 3e régiment de fusiliers à Bielsko-Biała, puis sert dans le 29e régiment de fusiliers à Kalisz.

## Westerplatte
Au début de décembre 1937, il muté à Gdańsk, au département militaire du Commissariat général de la République de Pologne dans la ville libre de Gdansk (pl), affecté comme commandant adjoint à la garde du dépôt de munitions de Westerplatte. 
Contraire aux conditions fixées par la Société des Nations, puisque Westerplatte était seulement loué à la Pologne, le capitaine Dabrowski prend la responsabilité de renforcer les fortifications de l'ensemble du site. De nuit, profitant de l'obscurité, ou pendant la journée, sous toutes sortes de camouflages, il fait renforcer les remparts, creuser des tranchées, édifier des obstacles de fils barbelés. Tout aussi secrètement, les effectifs de la garnison sont portés à plus de 200 soldats et officiers. 
Les laborieux préparatifs du capitaine Dąbrowski ne tardent pas à prouver leur efficacité. À l'aube du 1er septembre 1939, lorsque les troupes allemandes lancent les premiers assauts de la Seconde Guerre mondiale, elles sont décimées sous le feu des défenseurs polonais. Pas même le bombardement par le navire de guerre Schleswig-Holstein ou par plus de 60 Stukas ne parviennent à vaincre la résistance des assiégés polonais. Au soir du premier jour des combats, le major Henryk Sucharski, commandant du dépôt de munitions, qui a fait hisser le drapeau blanc, est démis de ses fonctions pour défaitisme, par le capitaine Dąbrowski et le corps des officiers. Le drapeau blanc est retiré du toit de la caserne et les défenseurs polonais de Westerplatte, sous le commandement du capitaine Dąbrowski, tiendront la position jusqu'à la capitulation le 7 septembre.
Dąbrowski est retenu captif dans divers camps de Prusse orientale et d'Autriche pour finir à l'Oflag II-C (en) de Woldenberg.

## Après-guerre
Après la guerre, Dąbrowski intègre la nouvelle armée populaire polonaise et est promu major des forces navales. Il milite également pour la démocratie populaire et rejoint le Parti ouvrier unifié polonais. 

## Source
- (pl) Cet article est partiellement ou en totalité issu de l’article de Wikipédia en polonais intitulé « Franciszek Dąbrowski » (voir la liste des auteurs).